# Illiat
Illiat (Illiat) ist eine französische Gemeinde im Département Ain in der Region Auvergne-Rhône-Alpes. Sie gehört zum Arrondissement Bourg-en-Bresse und zum Gemeindeverband Val de Saône Centre. Die Einwohner werden Illiatis genannt.

## Geografie

### Lage
Die Gemeinde Illiat liegt an der Grenze der Landschaften Bresse und Dombes, etwa 27 Kilometer westlich der Präfektur Bourg-en-Bresse und etwa 14 Kilometer südsüdöstlich von Mâcon.

### Nachbargemeinden
Umgeben ist Illiat von Cruzilles-lès-Mépillat im Norden, Saint-André-d’Huiriat im Norden und Nordosten, Saint-Julien-sur-Veyle im Nordosten und Osten, Sulignat im Osten, L’Abergement-Clémenciat im Osten und Südosten, Saint-Étienne-sur-Chalaronne im Süden, Saint-Didier-sur-Chalaronne im Südwesten und Westen sowie Garnerans im Nordwesten.

## Bevölkerungsentwicklung
| Jahr                       | 1962 | 1968 | 1975 | 1982 | 1990 | 1999 | 2010 | 2021 |
| Einwohner                  | 462  | 435  | 395  | 384  | 396  | 466  | 570  | 689  |
| Quellen: Cassini und INSEE |      |      |      |      |      |      |      |      |

## Wirtschaft und Infrastruktur
Durch den Westen des Gemeindegebietes führt die Hochgeschwindigkeitseisenbahnstrecke LGV Sud-Est.

## Sehenswürdigkeiten
- Kirche Saint-Symphorien aus dem 12. Jahrhundert, Monument historique seit 2008
- Schloss Pionneins aus dem 19. Jahrhundert
- Wasserturm

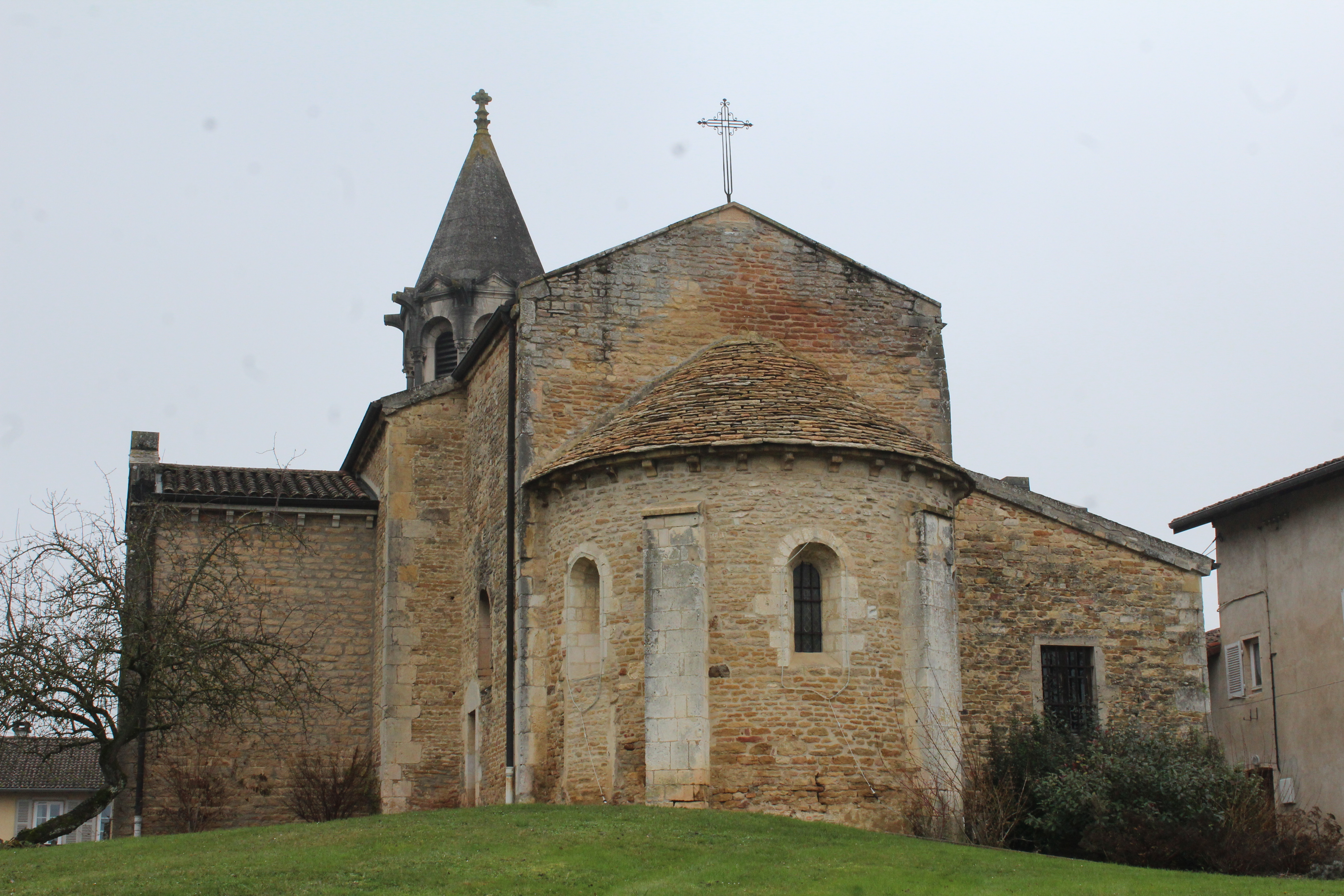
Kirche Saint-Symphorien
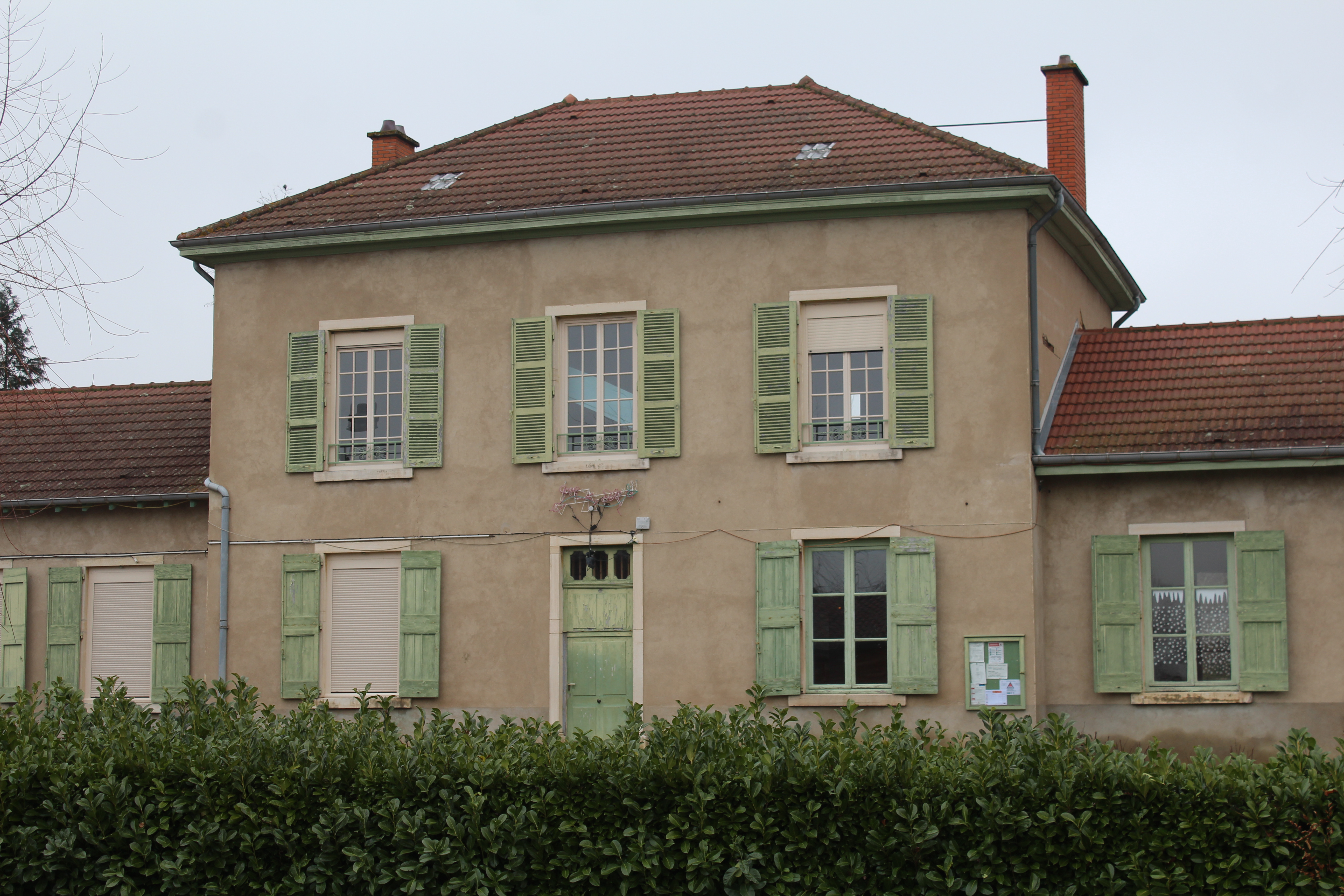
Schule
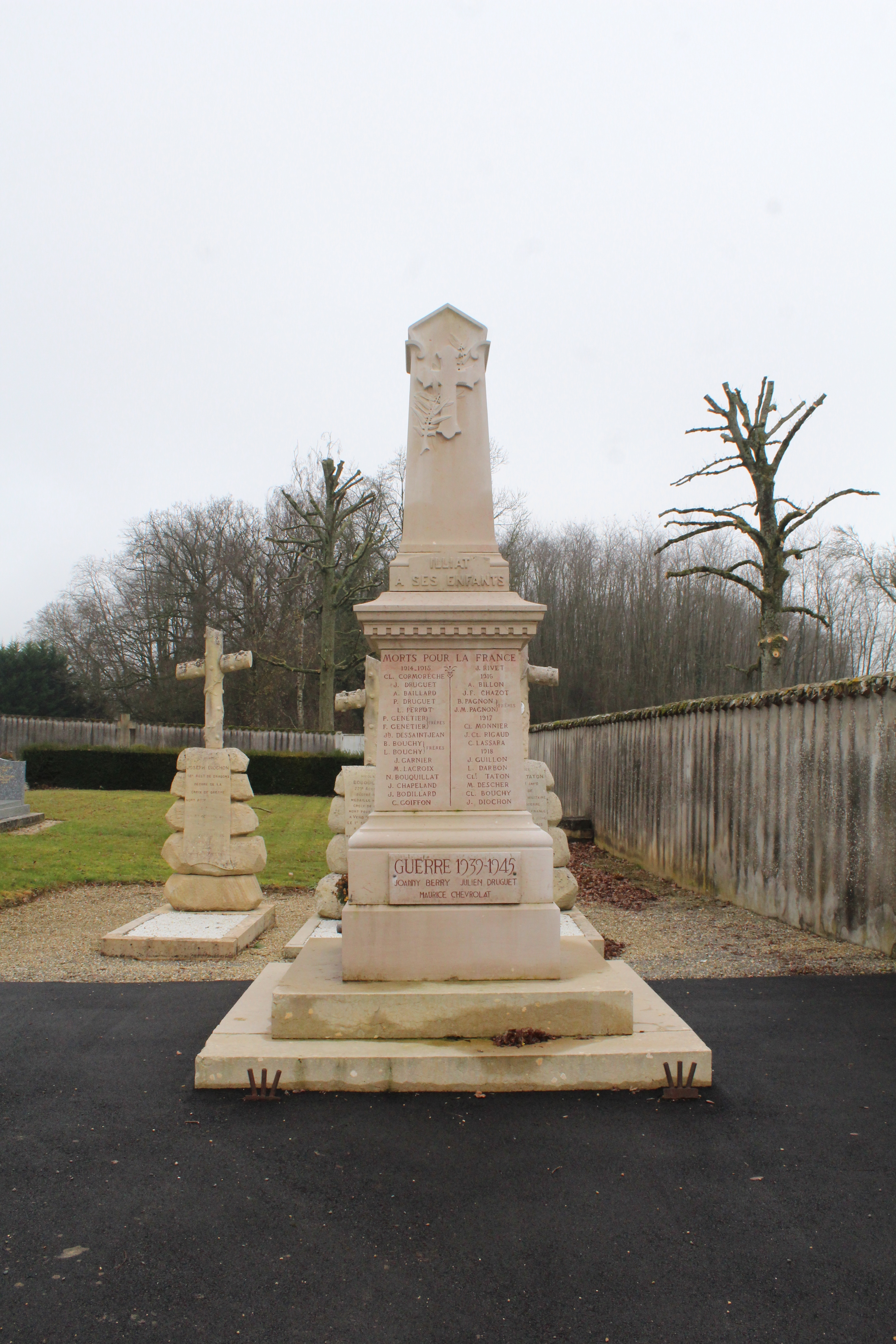
Gefallenendenkmal